# Mike Hodges
Michael Tommy Hodges (Bristol, 29 juli 1932 – Dorset, 17 december 2022) was een Engelse scenarioschrijver, film- en televisieregisseur, toneel- en romanschrijver.
Hij was als schrijver en regisseur verantwoordelijk voor Get Carter (1971), Pulp (1972), The Terminal Man (1974) en Black Rainbow (1989). Hij regisseerde Flash Gordon (1980), A Prayer for the Dying (1987), Croupier (1998) en I'll Sleep When I'm Dead (2003).
- Bibsys: 90913433
- Biblioteca Nacional de España: XX1311476
- Bibliothèque nationale de France: cb13895252t (data)
- CiNii: DA14310560
- Gemeinsame Normdatei: 12173823X
- International Standard Name Identifier: 0000 0001 1450 6959
- Library of Congress Control Number: no99072832
- MusicBrainz: 595250ce-d186-4117-82ef-a5a0f5b5ff98
- Nationale Bibliotheek van Tsjechië: xx0058895
- Nationale bibliotheek van Australië: 35199464
- Nationale Bibliotheek van Israël: 987007454052105171
- Nederlandse Thesaurus van Auteursnamen: 073178942
- SNAC: w65n3k4w
- Système universitaire de documentation: 02692319X
- Trove: 1446234
- Union List of Artist Names: 500474616
- Virtual International Authority File: 85680866
- WorldCat: E39PBJh8Pvp3m67qVp4VVkWMT3